# معاملة المثليين في الإقليم الشمالي
يتمتع الاشخاص المثليون والمثليات ومزدوجو التوجه الجنسي والمتحولون جنسياً (اختصاراً: مجتمع الميم) في الإقليم الأسترالي الإقليم الشمالي بالحقوق القانونية ذاتها التي يتمتع بها غيرهم من المغايرين جنسيا. كان تحرير حقوق المثليين والمثليات ومزدوجي التوجه الجنسي والمتحولين جنسيا في الإقليم الشمالي عملية تدريجية. تم تشريع النشاط الجنسي المثلي في عام 1983، مع المساواة في السن القانونية للنشاط الجنسي منذ عام 2003. يتم الاعتراف بالشركاء المثليين كاتحادات بحكم الأمر الواقع. لم يكن هناك أي تشريع للاتحاد المدني أو مخطط لتسجيل الشراكة المنزلية قبل تشريع زواج المثليين في أستراليا على المستوى الوطني في ديسمبر 2017، بعد تمرير قانون تعديل الزواج (التعريف والحريات الدينية) 2017 من قبل البرلمان الأسترالي. تم الرد في الاستفتاء البريدي على قانون الزواج الأسترالي 2017، الذي أقيم لقياس الدعم العام لزواج المثليين في أستراليا، على استجابة «نعم» بنسبة 60.6% في الإقليم الشمالي. يتمتع المثليون من المثليين بالحماية من التمييز من قِبل كل من الإقليم والقانون الفيدرالي، على الرغم من أن قانون جرائم الكراهية في الإقليم لا يشمل التوجه الجنسي أو الهوية الجندرية. كانت المقاطعة آخر ولاية قضائية في أستراليا تسمح قانونيا بتبني المثليين للأطفال.

## تاريخ
قبل قدوم الأوروبيين، لم تكن هناك عقوبات قانونية أو اجتماعية معروفة للقيام بنشاط جنسي مثلي. يبدو أن الجنس كان موضوعًا مفتوحًا للغاية بين السكان الأصليين. ومن بين أفراد شعب آريرنتي، كانت الأفعال الجنسية منتشرة في كل مكان، حتى بين الأطفال الصغار الذين كانوا يلعبون «الأمهات والآباء» بالمعنى الحرفي للغاية. وكانو عادة ما يقلدون الأعمال الجنسية التي رأوا آباءهم أوالأشخاص البالغين الآخرين يؤدونها. يبدو أن هذه الأفعال الجنسية قد تم تنفيذها بغض النظر عن الجنس. وجدت تقاليد «الولد-الزوجة» أيضا حيث أن الأطفال الصغار، وعادة 14 سنة من العمر، من شأنه أن يخدم كخدم حميم لكبار السن من الرجال حتى يصلوا إلى سن البدء، وعند هذه المرحلة يتم قطع جزء من قضيب الشاب. لم يكن لدى السكان الأصليين النظرة الغربية النموذجية للمغايرة الجنسية والمثلية الجنسية.
لدى جزر تيوي أعلى نصيب الفرد من المتحولين جنسيا من السكان في أستراليا. يُعرّف 5% من سكان تيوي عن أنفسهم بأنهم متحولون جنسياً (يُطلق عليهم أيضًا سيسترغيرلز (بالإنجليزية: sistergirls)‏ أو براذوربويز (بالإنجليزية: brotherbiys)‏ (بلغة تيوي: yimpininni)). توجد هويات مماثلة بين الشعوب الأصلية الأخرى في الإقليم الشمالي: «كوارتي كوارتي» (kwarte kwarte) في شعب أريرنتي، «كونغكا كونغكا» (kungka kungka) في شعب بيتجانتجاتجارا وشعب لوريتجا، «كارنتا بيا» (karnta pia) في شعب وورلبيري، «كونغكا واتي» (kungka wati) في شعب بينتوبي، و «غيريجي كاتي» (girriji kati) في شعب وارومونغو. في حين أن مجتمعاتهم تقبلهم إلى حد كبير، إلا أنهم يواجهون حالات أكثر من الاغتصاب والعنف المنزلي.

## قانونية النشاط الجنسي المثلي
أصبح الإقليم الشمالي يتمتع بالحكم الذاتي في عام 1978، ومرر برلمان الإقليم الأحادي المجلس برئاسة حكومة الحزب الليبرالي، القانون الجنائي 1983 للإقليم في أكتوبر 1983. أجاز هذا القانون بعض النشاط الجنسي المثلي بين الرجال البالغين المتوافقين في الخاص، على الرغم من فرضه ل18 سنة للسن القانونية للنشاط الجنسي المثلي على عكس 16 سنة للنشاط الجنسي المغاير. علاوة على ذلك، يحظر القانون ممارسة الجنس الشرجي المثلي والأفعال المماثلة التي تم القيام بها «في الأماكن العامة»، والتي تُعرف بأنها تحدث في وجود مراقب واحد أو أكثر. تم المساواة في السن القانونية للنشاط الجنسي من خلال قانون إصلاح القانون (الجندر، التوجه الجنسي والعلاقات بحكم الأمر الواقع) 2003، والذي دخل حيز التنفيذ في مارس 2004.

### برنامج إلغاء الإدانات التاريخية
كان الإقليم الشمالي الولاية القضائية الأسترالية قبل الأخيرة التي تقوم بتقديم تشريع ينص على نظام يسمح للناس الذين سبق أن أدينوا بسبب النشاط الجنسي المثلي بالتراضي بالحق في التقدم بطلب لحذف أو شطب إداناتهم التاريخية. بعد قصة حول هذا الموضوع ظهرت في البرنامج الإذاعي «هاك»، قال المتحدث باسم حكومة حزب العمال في الإقليم الشمالي إن الحكومة تلتمس المشورة حول هذا الموضوع وأن «كل شخص يسكن في الإقليم الشمالي لديه الحق في الكرامة والاحترام.»
في 21 مارس 2018، قدمت الحكومة مشروع قانون إلى البرلمان. سيضع مشروع القانون مخططًا لإلغاء الإدانات بما يتمشى مع المخططات في الولايات والأقاليم الأخرى. أقرت الجمعية التشريعية في الإقليم الشمالي مشروع القانون في 8 مايو وحصل على الموافقة الملكية في 23 مايو 2018. دخل القانون، المعروف باسم قانون إلغاء الإدانات للجرائم المثلية التاريخية 2018 حيز التنفيذ في 14 نوفمبر 2018.

### الاعتذار البرلماني
في 8 مايو 2018، رافق تمرير قانون إلغاء الإدانات للجرائم المثلية التاريخية 2018 اعتذار رسمي لمجتمع المثليين في الإقليم عن القوانين التمييزية السابقة من قبل رئيس وزراء الإقليم الشمالي مايكل جونر، والذي أيده زعيم المعارضة غاري هيغينز.

## الاعتراف القانوني بالعلاقات المثلية

### الاتحادات بحكم الأمر الواقع
الإقليم الشمالي هو أحد الولايتين القضائيتين في أستراليا بعدم تقديم سجلات علاقات أو خطط شراكة منزلية رسمية للشركاء المثليين، مع كون الولاية الأخرى أستراليا الغربية. يمكن الاعتراف بالمساكنة بين الشركاء المثليين على أنهم يعيشون في علاقة بحكم الأمر الواقع، والتي لا يمكن تسجيلها ولكن يمكن الاعتراف بها من خلال المحكمة لأغراض معينة.
أصبح الاعتراف بحكم الواقع أمرًا ممكنًا بعد قانون إصلاح القانون (الجندر، التوجه الجنسي والعلاقات بحكم الأمر الواقع) 2003 الذي يعدل قانون العلاقات بحكم الأمر الواقع 1991 في الإقليم لتعريف العلاقات بحكم الأمر الواقع بأنها بين «شخصين... ليسا متزوجين ولكن لديهما علاقة شبيهة بالزواج». أدى هذا التعريف لأول مرة في الإقليم إلى الاعتراف بالأشخاص المثليين الذي أصبح لديهم آلية في المحاكم المحلية لحل نزاعات الملكية مع شركائهم السابقين. قبل هذا الإصلاح، لم يكن بالإمكان الاعتراف بالمساهمات غير المالية لشريك مثلي في العلاقة بنفس طريقة الزواج أو العلاقات المغايرة بحكم الأمر الواقع. قد يؤدي هذا في بعض الحالات إلى عدم تمكن الشريك غير العامل من الحصول على تسوية مناسبة للعقار. منذ ذلك الحين، سمحت مثل هذه الإصلاحات للشركاء المثليين في الإقليم الشمالي بالحصول على معظم الاستحقاقات كشركاء متزوجين. كما تنص على قيام الشركاء بحكم الأمر الواقع بإبرام اتفاقيات قانونية معينة تتعلق بالمسائل المالية بين الشركاء والشركاء السابقين.
في عام 2009، أحالت المدعية العامة آنذاك، ديليا لوري، مسألة سجلات العلاقات إلى لجنة إصلاح قانون الإقليم الشمالي، التي رفضت تقديم توصية بشأن الشكل الذي يجب أن يتخذه الاعتراف بالعلاقة.

### زواج المثليين
أصبح زواج المثليين قانونياً في الإقليم الشمالي، وفي بقية أستراليا، في ديسمبر 2017، بعد أن أقر البرلمان الفيدرالي قانونًا يجيز زواج المثليين.

## التبني وتنظيم الأسرة
يخضع قانون التبني في الإقليم الشمالي لقانون تبني الأطفال 1994. قبل تشريع تبني المثليين للأطفال في أبريل 2018، كان القانون ينص على أن محاكم الإقليم «لا تصدر إلا أمرًا بتبني طفل لصالح الزوجين حيث يكون الرجل والمرأة متزوجين من بعضهما البعض وكانا كذلك متزوج لمدة لا تقل عن سنتين». يُعتقد أنه تمت مراجعة غير رسمية لقوانين التبني في الإقليم من قبل وزير الأطفال والأسر آنذاك جون إلفرينك في نوفمبر 2015، على الرغم من عدم إجراء إصلاحات تشريعية قبل انتخابات الولاية في عام 2016. في أعقاب تلك الانتخابات، دعا أول نائب برلماني مثلي من السكان الأصليين علنا في الإقليم الشمالي تشانسي بايش إلى تشريع تبني المثليين للأطفال، مما يشير إلى أن بعض وزراء مجلس وزراء الإقليم أبدوا بالفعل دعمهم لذلك.
في أكتوبر 2017، تعهدت الحكومة بإدخال تشريع في البرلمان بحلول الشهر التالي والذي سيسمح للأزواج المثليين والشركاء المثليين أو المغايرين غير المتزوجين بالحق في تبني الأطفال. تم تقديم مشروع القانون إلى الجمعية التشريعية في 23 نوفمبر 2017. تم إرسال مشروع القانون إلى لجنة فحص السياسة الاجتماعية، والتي أوصت الجمعية التشريعية بتمرير مشروع القانون. تمت الموافقة عليه من قبل الجمعية التشريعية في 13 مارس 2018، مع كون النائب المستقل جيري وود النائب النائب الوحيد الذي تكلم ضد مشروع القانون. تلقى مشروع القانون الموافقة الملكية في 19 نيسان/أبريل 2018، وأصبح قانون تعديل قانون تبني الأطفال (المساواة) 2018، ودخل حيز التنفيذ في اليوم التالي. فيما يتعلق بحق العازب في التبني، فإن قانون الإقليم لا يسمح بذلك إلا في «ظروف استثنائية».
لا يشير قانون الإقليم الشمالي إلى ترتيبات تأجير الأرحام التجاري أو غير التجاري، مما يجعل كلتا العمليتين قانونية من الناحية الفنية في الولاية، ومع ذلك، لا تقدم أي عيادات خدمات تأجير الأرحام بسبب عدم وجود تنظيم للأمر. تعتبر تقنيات التلقيح بالمساعدة مثل التبرع بالحيوانات المنوية قليلة مقارنة بالولايات والأقاليم الأخرى، على الرغم من أنه يعتقد أن الزوجات والشريكات المثليات في الإقليم الشمالي قد يتم قبولهم بواسطة عيادات علاجات تقنيات التلقيح بالمساعدة. يتم التعامل مع الشريكة بحكم الأمر الواقع أو الزوجة للأم الحامل بموجب قانون الإقليم بوصفها أما شريكة قانونيا لأي أطفال يولدون نتيجة لتلك الولادة.

## الحماية من التمييز
ساعد قانون إصلاح القانون (الجندر، التوجه الجنسي والعلاقات بحكم الأمر الواقع) 2003 في إزالة التمييز التشريعي ضد الشركاء المثليين في جميع مجالات القانون في الإقليم - باستثناء تبني المثليين للأطفال الذي تم تشريعه في نهاية المطاف في أبريل 2018. وأزال القانون التمييز على أساس جندر الشخص أو نشاطه الجنسي أو علاقته بحكم الأمر الواقع في حوالي 50 قانونًا ولائحة.
يحمي قانون مكافحة التمييز 1992 سكان الإقليم من التمييز على أساس الجنس والحياة الجنسية، من بين مجموعة من الصفات الأخرى، والتي تغطي مجالات التعليم والعمل والسكن والسلع والخدمات والمرافق والنوادي والتأمين والتقاعد. يتم شمل سكان المتحولين جنسياً تحت فئة «النشاط الجنسي»، والتي تُعرف بأنها «الخصائص الجنسية أو الخصائص الجنسية المنطوية، على المغايرة الجنسية أو المثلية الجنسية، أو ازدواجية التوجه الجنسي أو تغيير الجنس». هناك استثناءات مطبقة لـ «المؤسسات التعليمية الدينية»، والتي يحق لها التمييز على أساس المعتقد الديني أو النشاط الجنسي في مجال العمل.
يحمي القانون الفيدرالي أيضًا الأشخاص من مجتمع الميم في الإقليم الشمالي في شكل قانون تعديل التمييز على أساس الجنس (التوجه الجنسي، الهوية الجندرية وحالة ثنائية الجنس) 2013.

## الهوية الجندرية والتعبير عنها
يحق للأفراد المتحولين جنسيا تعديل أسمائهم وشهادة ميلادهم لتعكس هويتهم الجندرية وحالة المتحولين جنسيا.
بعد تشريع زواج المثليين في أستراليا على المستوى الفيدرالي في ديسمبر 2017، اتبع الإقليم الشمالي العديد من الولايات والأقاليم في تحديث قوانينه المتعلقة بالمتحولين جنسياً. في 29 نوفمبر 2018، أقر البرلمان مشروع قانون ألغى شرط أن يكون الشخص غير متزوج قبل أن يتمكن من التقدم بطلب لتغيير جنسه قانونيًا. بالإضافة إلى ذلك، ألغى مشروع القانون شرط إجراء عملية جراحة إعادة تحديد الجنس قبل إجراء تعديل على نوع الجنس في شهادة ميلاده، كما يتيح تسجيل خيار لنوع الجنس الخاص لاجندري ("X") على الشهادة. عارضت النسوية الراديكالية آنا كير من العيادة القانونية النسوية إزالة المتطلبات الجراحية بسبب خطر استخدامها لبعض «الأهداف الشائنة» من قبل بعض الرجال. على الجانب الآخر، جادلت المديرة التنفيذية لـترانسجندر فيكتوريا سالي غولدنر بأن التغيير سيساعد الأشخاص المتحولين جنسياً الذين يقطنون في الأماكن النائية (سيسترغيرلز (بالإنجليزية: sistergirls)‏ أو براذوربويز (بالإنجليزية: brotherbiys)‏) الذين يفتقرون إلى الوصول إلى المرافق الطبية. تم دعم التغيير أيضًا من قِبل مفوض مكافحة التمييز في الإقليم، الذي اقترح أنه كان يجب أن يذهب أبعد من ذلك، والانتقال من نموذج طبي (حيث لا تزال مشاركة الطبيب مطلوبة) إلى نهج التحديد الشخصي للجندر. تلقى مشروع القانون الموافقة الملكية في 5 ديسمبر 2018 ودخل حيز التنفيذ في اليوم التالي.
الوصول إلى خدمات الرعاية الصحية للمتحولين جنسيا محدود في الإقليم الشمالي، حيث تسافر عائلات الأطفال المتحولين جنسياً عمومًا خارج الإقليم للوصول إلى الخدمات. تم انتقاد الإقليم من قبل النشطاء المتحولين جنسياً لوضع النساء المتحولين جنسياً في سجون الرجال، مما يزيد من خطر الاغتصاب والقتل والانتحار ضدهن.

## حقوق ثنائيي الجنس
في مارس 2017، شارك ممثلون عن مجموعة دعم متلازمة نقص الأندروجين في أستراليا ومنظمة ثنائيي الجنس الدولية الأسترالية شارك في «بيان دارلينغتون» التوافقي الأسترالي أوتياروا/النيوزيلندي من قبل منظمات المجتمع ثنائيي الجنس وغيرها. يدعو البيان إلى الإصلاح القانوني، بما في ذلك تجريم التدخلات الطبية التي يمكن تأجيلها للأطفال ثنائيي الجنس، وتحسين الوصول إلى دعم الأقران. وتدعو إلى وضع حد للتصنيف القانوني للجنس، وذكرت أن التصنيفات القانونية الثالثة، مثل التصنيفات الثنائية للجنس، كانت قائمة على العنف الهيكلي وفشلت في احترام التنوع و«حق تقرير المصير»
إلى جانب الذكور والإناث، تتوفر شهادات الميلاد ووثائق الهوية الخاصة بالإقليم الشمالي على خانة الجنس "X".

## ملخص
| قانونية النشاط الجنسي المثلي                                                                  | (منذ عام 1983: بين الرجال، كان دوما قانوني بين النساء) |
| المساواة في السن القانوني للنشاط الجنسي                                                       | (منذ عام 2004)                                         |
| قوانين الإقليم لمكافحة التمييز على أساس التوجه الجنسي                                         | (منذ عام 2002)                                         |
| قوانين الولاية لمكافحة التمييز على أساس الهوية الجندرية أو التعبير عنها                       | Yes                                                    |
| قوانين جرائم الكراهية تشمل التوجه الجنسي                                                      | No                                                     |
| قوانين جرائم الكراهية تشمل الهوية الجندرية أو التعبير عنها                                    | No                                                     |
| قانون مناهضة تشويه السمعة                                                                     | No                                                     |
| زواج المثليين                                                                                 | (منذ عام 2017)                                         |
| الاعتراف القانوني بالعلاقات المثلية                                                           | (منذ عام 2004)                                         |
| تبني أحد الشريكين للطفل البيولوجي للشريك الآخر                                                | (منذ عام 2018)                                         |
| التبني المشترك للأزواج المثليين                                                               | (منذ عام 2018)                                         |
| يسمح للمثليين والمثليات ومزدوجي التوجه الجنسي والمتحولين جنسيا بالخدمة علناً في القوات المسلحة | Yes                                                    |
| الحق بتغيير الجنس القانوني دون الحاجة إلى إجراء جراحة إعادة تحديد الجنس                       | (منذ عام 2018)                                         |
| علاج التحويل محظور على القاصرين                                                               | No                                                     |
| برنامج إلغاء الإدانات التاريخية                                                               | (منذ عام 2018)                                         |
| إلغاء الدفاع عند الذعر من المثليين                                                            | (منذ عام 2004)                                         |
| الحصول على أطفال أنابيب للمثليات                                                              | Yes                                                    |
| الأمومة التلقائية للطفل بعد الولادة                                                           | Yes                                                    |
| تأجير الأرحام التجاري للأزواج المثليين من الذكور                                              | (غير قانوني للأزواج المغايرين كذلك)                    |
| تأجير الأرحام غير التجاري للأزواج المثليين من الذكور                                          | (لا قوانين)                                            |
| السماح للرجال الذين مارسوا الجنس الشرجي التبرع بالدم                                          | / (بعد فترة تأجيل لمدة عام واحد؛ على عموم أستراليا     |